# Honorární konzul

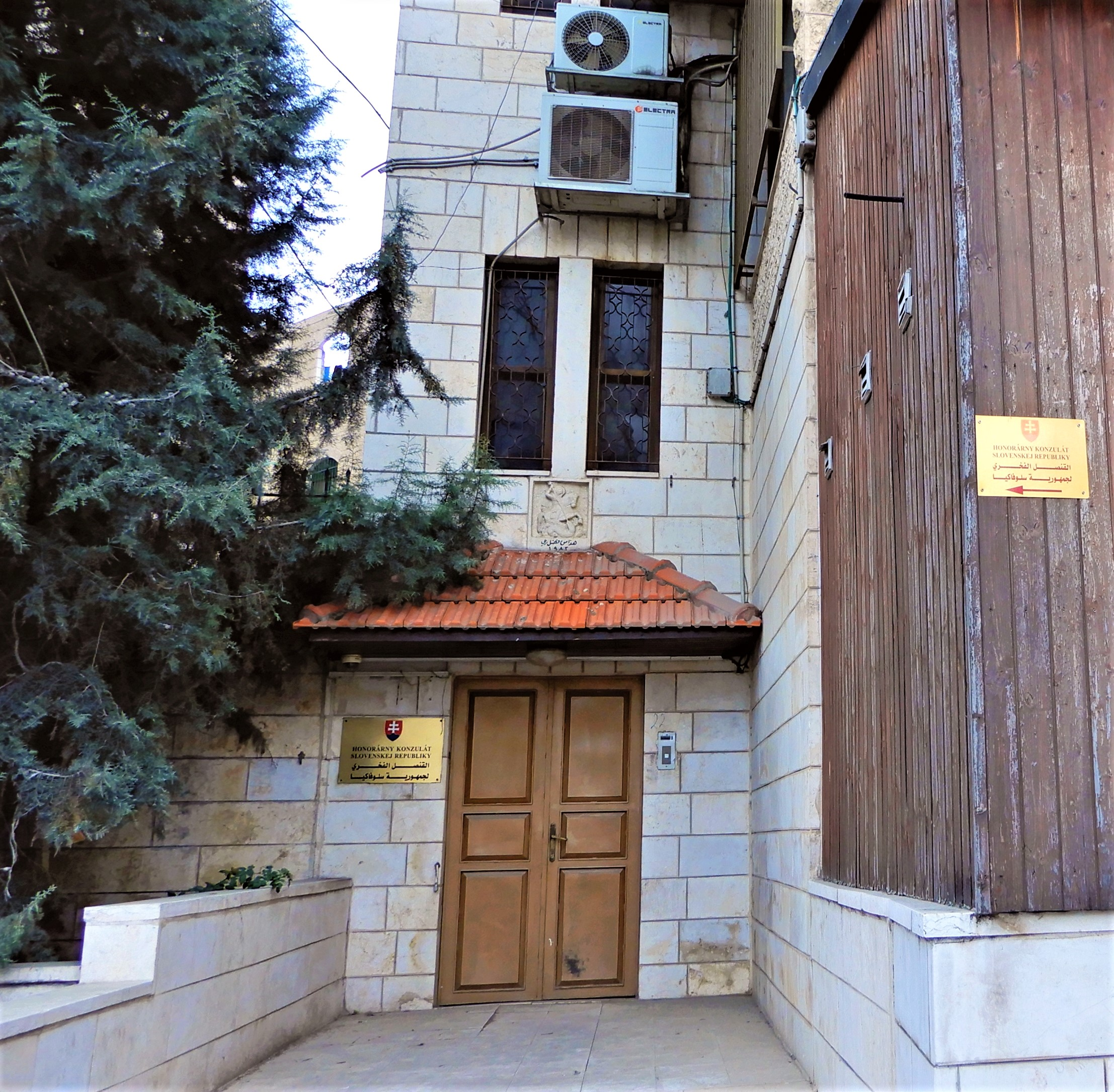
Honorární konzulát Slovenské republiky v Palestině (Betlém)

Honorární konzul  je v diplomacii čestná funkce zahraničního zástupce. Honorární konzulové zastupují stát v místě svého působení čestně a oproti běžným konzulům na konzulátech i neplaceně, často nejsou ani státními příslušníky státu, pro který pracují. Nejsou také zaměstnanci ministerstev zahraničí, na rozdíl od kariérních konzulů. 

## Umístění
Stát zřizuje honorární konzuláty ve státech nebo na územích, kde nemá dostatečné vlastní konzulární zastoupení. Konzulem se stávají obvykle dobře postavené osoby, které se samy nabídnou, mají dostatečné prostory a jsou schopny hradit chod konzulátu z vlastních zdrojů. Například honorární konzul Slovenské republiky pro území Palestiny má v Betlémě obchod s poutními předměty, do kterého směřují zájezdy slovenských cestovních kanceláří. Jindy může pocházet jediný příjem konzulů  z poplatků za vyřízení víz, pasů apod.
Pro výkon funkce honorárního konzula je třeba mít pověřovací listinu vysílajícího státu, tzv. konzulský patent a dále souhlas přijímající země, tzv. exekvatur. Ve smyslu mezinárodního práva nejsou diplomaty, které chrání absolutní imunita. Honorární konzul, na rozdíl od běžného konzula nemá konzulární výsady. Není také chráněn konzulární imunitou, které upravuje Vídeňská úmluva o konzulárních stycích z roku 1963.